# Puits en flammes
Pour plus de détails, voir Fiche technique et Distribution.
Puits en flammes est un film allemand réalisé par Victor Tourjanski et sorti en 1937. 
C'est la version française du film Stadt Anatol de 1936.

## Synopsis
Jacques effectue sans succès des forages pour une compagnie pétrolière. Le dernier jour de sa mission, il trouve enfin une nappe de pétrole. Mais il a un ennemi qui fait exploser le puits.

## Fiche technique
- Réalisation : Victor Tourjanski
- Scénario : Jean-Pierre Feydeau, Peter Francke, Gerhard Menzel, Walter Supper (en)
- Production : UFA - Universum-Film AG (Berlin)
- Image : Karl Puth
- Musique : Walter Gronostay
- Montage : Victor Tourjanski
- Dates de sortie : 

  - 2 avril 1937 :  France

## Distribution
- Josseline Gaël : Mirka
- Georges Rigaud : Jacques Grégor
- Suzy Vernon : Sonja
- Raymond Aimos : Yanko
- Jacques Dumesnil : Garcia
- Jeanne Lion : Mme Yvolandi
- Pierre Labry : Le marchand de melons
- Georges Prieur : Le baron Stirbey
- Gaston Mauger
- Gil Colas : Lebermann
- Jeanne Pérez : Marina